# Jason Cadee
Jason Robert Cadee (Sydney, 15 aprile 1991) è un cestista australiano.

## Carriera
Con l'Australia ha disputato i Campionati asiatici del 2017.